# پختستان (فیلم ۲۰۰۷)
«پختستان» (انگلیسی: Flatland (2007 film)) فیلمی در ژانر علمی–تخیلی است.